# شگفت‌سار پس‌سرسفید
شگفت‌سار پس‌سرسفید (نام علمی: Xenopsaris albinucha)، که همچنین به عنوان بکارد نیزاری و بکارد پس‌سرسفید نیز شناخته می‌شود، گونه‌ای از پرندگان خانوادهٔ شاه‌مرغ‌سانیان در خانواده مرغ‌های کدر و تنها عضو سردهٔ Xenopsaris است. در آمریکای جنوبی، در آب و هوای نمناک نیمه‌گرمسیری و گرمسیری ساوانا در اکثر کشورهای شرق آند: ونزوئلا، برزیل، بولیوی، پاراگوئه، اروگوئه و آرژانتین یافت می‌شود. محل زیست آن در جنگل‌های باز و سایر زیستگاه‌های جنگلی باز، و عمدتاً بومی است، اگرچه برخی از جمعیت‌ها ممکن است مهاجرت داشته باشند. این گونه که نزدیک به becards و مرغ‌های کدر است، تصور می‌شد به هر یک از ژیان‌مرغ یا گوهرمرغ‌ها وابسته باشد، قبل از اینکه در Tityridae قرار داده شود.
نام سردهٔ Xenopsaris از واژهٔ یونانی باستان xeno به معنای «شگفت» و Psaris, مترادف برای Tiyra، بر اساس واژهٔ یونان باستان برای سار، گرفته شده‌است که توسط ژرژ کوویه در سال 1817 توصیف شد. نام اختصاصی albinucha یک واژهٔ لاتین و اشاره به سفید (albus) پس‌سر (nuchus) دارد. این گونه همچنین با نام‌های بکارد نیزاری، بکارد پس‌سرسفید یا به‌سادگی شگفت‌سار (xenopsaris) نیز شناخته می‌شود.
دو زیرگونه از شگفت‌سار پس‌سرسفید وجود دارد. زیرگونه نمادین گسترده، و زیرگونهٔ X. a. minor در ونزولا، که توسط کارل ادوارد هلمایر در سال ۱۹۲۰ توصیف شد.

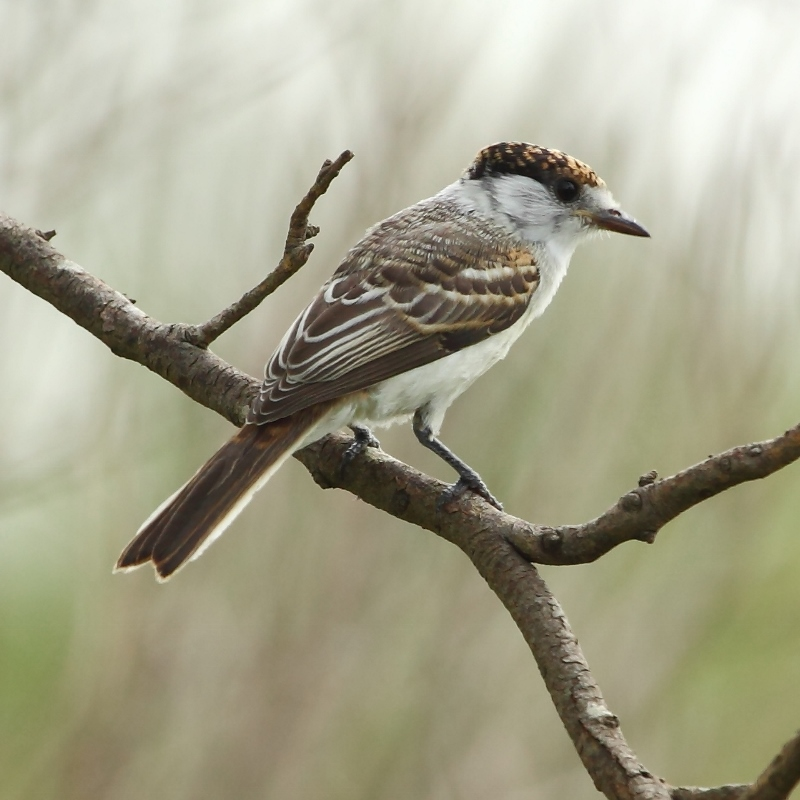
نوجوانان پرهای متفاوتی نسبت به بالغان دارند